# Centisunet
Un centisunet (en. cent) este un microinterval muzical egal cu a suta parte (1/100) dintr-un semiton egal temperat. Termenul de centisunet pare a fi larg răspândit deși descrie un interval (diferența de înălțime intre două sunete), nu un singur sunet. Un termen logic ar fi sutime.
Operarea cu centisunete este una de mare precizie, mai mult utilizată în acustică. În practica muzicală, noțiunea se aplică doar în cazul programării instrumentelor electronice sau al acordării celorlalte instrumente cu ajutorul unor echipamente electronice; auzul uman nici nu poate accesa intervale atât de mici (nu distinge două sunete aflate la raport de un centisunet). Un microinterval mult mai răspândit în practica muzicală decât centisunetul este coma.

## Utilizare
Centisunetul este folosit ca valoare unitară cu ajutorul căreia se exprimă dimensiunea altor intervale mai mari. De exemplu, o terță mare egal temperată are 400 de centisunete, în vreme ce o terță mare extrasă din rezonanța naturală (raportul dintre armonicele 5 și 4) are aprox. 386 de centisunete (totuși, omul contemporan nu sesizează diferența de aprox. 14 centisunete decât prin exercițiu; ca dovadă stă faptul că cele două valori sunt utilizate ca echivalente).
Intervalele sunt de obicei reprezentate ca raporturi de frecvențe (terța mare egal temperată amintită mai sus este egală cu raportul {\displaystyle {\sqrt[{3}]{2}}=1{\text{,}}259921...}, iar cea naturală are valoarea {\displaystyle {\frac {5}{4}}=1{\text{,}}25}). Reprezentarea prin raporturi de frecvențe este preferată pentru temperamentele „istorice” (Pitagora, Zarlino, Werckmeister), în care se folosesc numere raționale. În schimb, raporturile devin foarte greu de folosit în cazul temperamentului egal modern – valorile obținute sunt iraționale. Tot astfel, calculul cu centisunete este anevoios în cazul temperamentelor „istorice”.

## Transformări

### Din raport de frecvențe în centisunete
Mărimea unui interval poate fi transformată din raportul de frecvențe {\displaystyle R} într-o valoare exprimată prin centisunete ({\displaystyle C}) folosind următoarea formulă:
{\displaystyle C=1200\cdot {\frac {\ln R}{\ln 2}}}
({\displaystyle \ln x} este funcția matematică logaritm natural)
De exemplu, un raport de {\displaystyle R=2} (o octavă) este echivalent cu {\displaystyle C=1200} centisunete.

### Din centisunete în raport de frecvențe
Invers, raportul frecvențelor se poate afla din mărimea intervalului exprimat în centisunete ({\displaystyle C}) astfel:
{\displaystyle R=2^{\frac {C}{1200}}}
De exemplu, un interval de {\displaystyle C=900} de centisunete (o sextă mare egal temperată) este echivalent cu raportul frecvențelor {\displaystyle R=2^{\frac {900}{1200}}=2^{\frac {3}{4}}=1{\text{,}}68179...}